# Beirneola albiceps
Beirneola albiceps är en insektsart som beskrevs av Fowler 1900. Beirneola albiceps ingår i släktet Beirneola och familjen dvärgstritar. Inga underarter finns listade i Catalogue of Life.